# ランギリ・ダンブッラの石窟寺院
ランギリ・ダンブッラの石窟寺院（ランギリ・ダンブッラのせっくつじいん）は、1991年にUNESCOの世界遺産に登録された石窟寺院である。スリランカ、コロンボの148キロメートル東方、キャンディの72キロメートル北方のダンブッラに位置する。スリランカにおいて、最も保存状態がよい石窟寺院として知られている。当初、ダンブッラの黄金寺院の名で登録され、2019年に現在の名称に変更された。黄金寺院の周辺には、確認されているだけで80以上の洞窟がある。
黄金寺院において重要な寺院は5つであり、そのそれぞれに聖像や絵画がある。これらの聖像や絵画は、釈迦とその生涯に関連したものである。153の釈迦像、3つのスリランカ王の像、4つのヒンドゥー教の神像が祀られている。壁画の面積は2,100平方メートルに達し、絵画には、釈迦が最初に説教を行ったマーラへの説教も含まれている。

## 歴史
ダンブッラの黄金寺院の歴史は紀元前3世紀にまで遡る。その当時から、ダンブッラの黄金寺院は、最大規模でかつ最も重要な僧院として機能していた。僧院を寺院へとして転換したのは紀元前1世紀の王ワッタガーマニー・アバヤ（シンハラ朝第19代国王、在位紀元前89年から紀元前77年）である。彼は、タミル人の手によって、アヌラーダプラから追放されたが、ダンブッラで保護され、15年後には、再び、アヌラーダプラに帰還した。その感謝の念を持って、僧院は寺院へと発展を遂げた。
その後も、ダンブッラの寺院には多くの増築が施された。その結果として、ダンブッラの黄金寺院は、スリランカを代表する仏教寺院へと発展を遂げることとなった。ポロンナルワの王統で最後の王であるニッサンカ・マッラ、在位1187年-1196年）は、寺院を金箔で飾り、また、1190年には、70対の仏像を寺院に納めている。
18世紀には、キャンディ王国の手によって、石窟寺院の修復作業が行われた。

## 構成

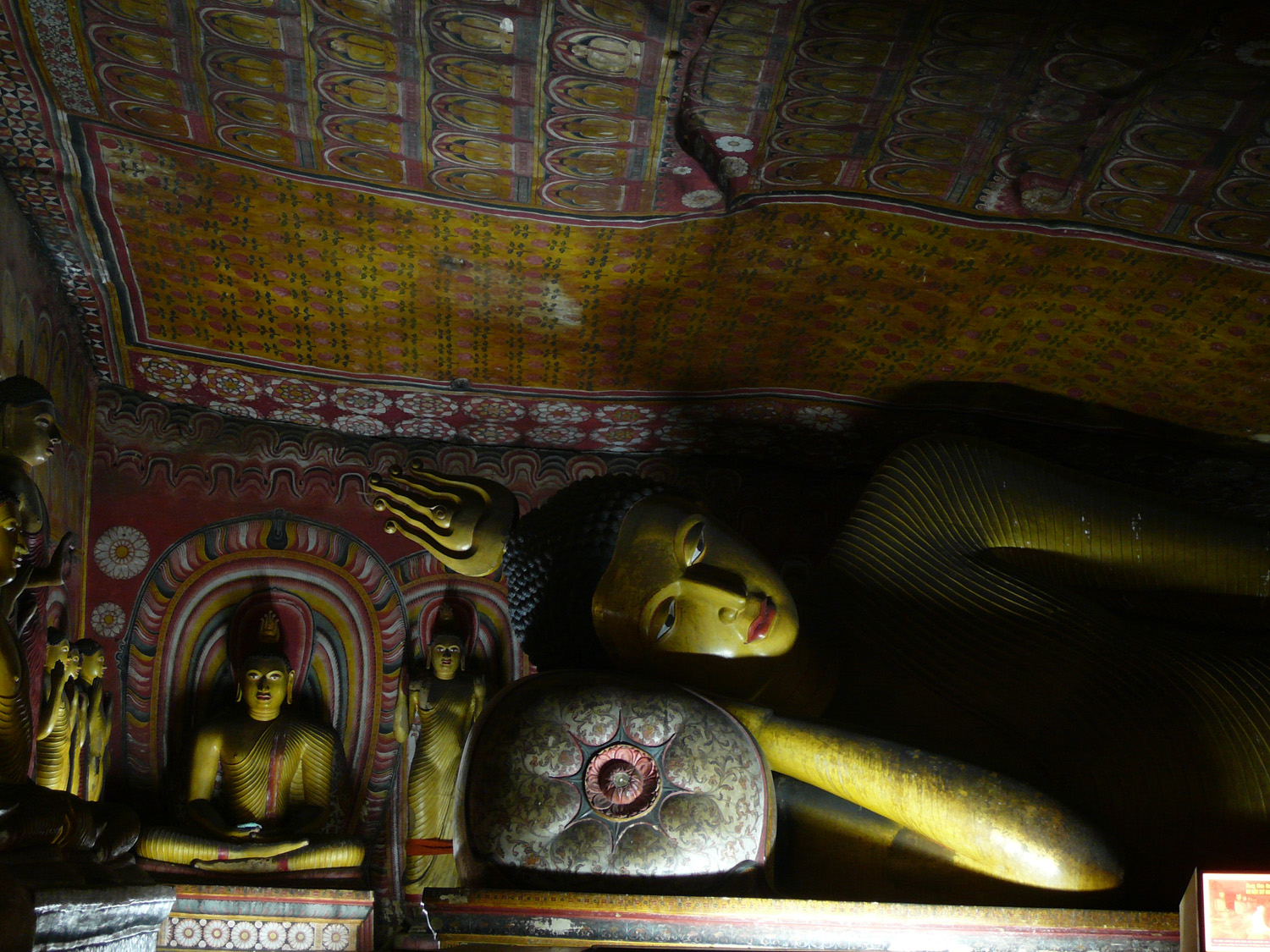
ダンブッラの涅槃仏

石窟寺院の中核は、5つの石窟によって構成されている。高さ150メートルの岩山の中腹に建設された石窟は、アヌラーダプラ時代（紀元前1世紀-993年）、ポロンナルワ時代（1073年-1250年）に大部分が建設された。長期間に及ぶ建築によって、スリランカにおける仏教建築で最も印象的なものとなった。

### 第1窟
第1窟は、"Devaraja lena"とも呼ばれる「聖王の石窟」である。第1窟には高さ14メートルの釈迦の石造が安置されている。壁画は何度も修復作業が施され、最新の修復作業は20世紀に行われている。釈迦像の足元には釈迦のお気に入りの弟子であるアナンダ像、釈迦像の頭部のそばには、ヴィシュヌ像が施されている。

### 第2窟

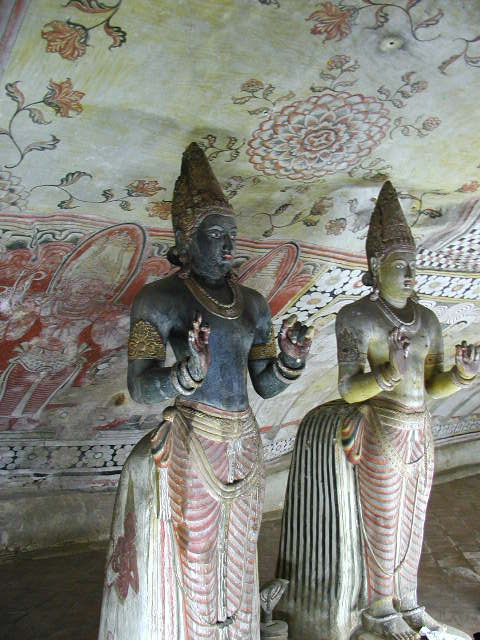
石窟の内部

第2窟は、別名「マハラジャの石窟」とも呼ばれ、黄金寺院の規模では最大規模の石窟であり、ヒンドゥーの神であるサーマン、ヴィシュヌの心臓のほかに、16体の釈迦の立像と40の釈迦の坐像が安置されている。これらの聖像には、巡礼者がしばしば装飾を施してきたが、最終的には、紀元前1世紀の王ワッタガーマニー・アバヤと12世紀の王であるニッサンカ・マッラが施した装飾が残っている。
第2窟内には泉が湧いており、この泉の水には病気を治す効力があると信じられている。
また、第2窟には、面積2,100平方メートルに及ぶ天井画が施されており、釈迦によるマーラへの説法やスリランカの歴史に関係のある内容が描かれている。

### 第3窟
第3窟は、「新僧院」とも呼ばれる石窟寺院であり、キャンディ王国時代に描かれた天井画と壁画が残る。50の仏像と1体の王の像が安置されている。

### 第4窟・第5窟
第4窟、第5窟は上記の3つの石窟寺院と比較した場合、規模も小さくまた、質もそれほど高くない。ヴィシュヌ像が第1窟と第2窟の間に安置されており、多くの崇拝を受けている。

## 登録基準
この世界遺産は世界遺産登録基準のうち、以下の条件を満たし、登録された（以下の基準は世界遺産センター公表の登録基準からの翻訳、引用である）。
- (1) 人類の創造的才能を表現する傑作。
- (6) 顕著で普遍的な意義を有する出来事、現存する伝統、思想、信仰または芸術的、文学的作品と直接にまたは明白に関連するもの（この基準は他の基準と組み合わせて用いるのが望ましいと世界遺産委員会は考えている）。